# Ilévia
Ilévia, ou Keolis Lille Ilévia (appelé TCC jusqu'en 1994 et Transpole jusqu'en 2019), est une société anonyme créée en 1989 de la fusion des deux entreprises de transport en commun de la métropole lilloise. Elle a pour objectif l'exploitation du réseau de transport en commun de voyageurs sur le territoire de la Métropole européenne de Lille.
Ilévia exploite, pour le compte de la Métropole européenne de Lille (MEL), les deux lignes de métro automatique, le tramway du Grand Boulevard, les soixante-dix lignes de bus (dont les douze Lianes, des bus à haut niveau de service), ainsi que les plus de deux-cents stations V'Lille (2200 vélos en libre-service exploités via EFFIA, une filiale de Keolis) de l'agglomération lilloise. Le réseau Ilévia compte en tout près de 3600 arrêts.
L'entreprise fait partie du groupe Keolis qui gère le réseau lillois depuis les années 1980 dans le cadre d'une concession de service public (CSP). La fréquentation du réseau a atteint 187,1 millions de voyages en 2017.
En 2024, malgré une crise du métro sans précédent, la métropole lilloise a enregistré un record de fréquentation dans ses transports en commun. Plus de 210 millions de trajets ont été réalisés, un chiffre jamais atteint sur le réseau Ilévia.

## Histoire

### Origines

#### 1971: démarrage de la construction du Métro

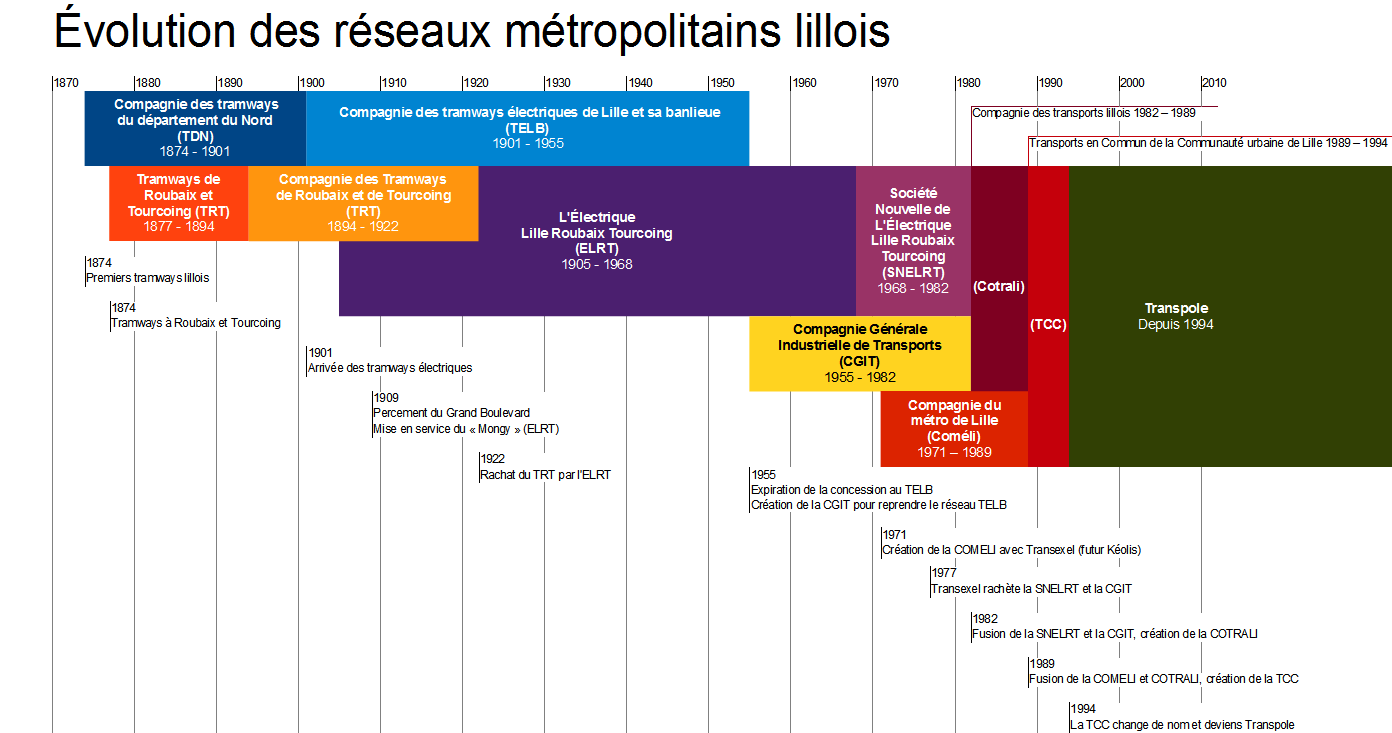
Évolutions des réseaux métropolitains lillois entre 1874 et 2019

En 1971, la construction du Métro est actée, la Communauté urbaine de Lille sollicite la société belge Transexel (qui deviendra VIA-GTI puis Keolis), pour signer avec Matra Transport un accord sur la construction et l'exploitation du VAL (le premier métro automatique au monde, inauguré par la suite en 1983). Ensemble, elles prévoient de créer une entreprise commune pour gérer le futur métro. C'est le début de la présence de Keolis sur le territoire de la métropole lilloise.
En 1977, Transexel rachète la Compagnie générale industrielle de transports (CGIT) qui gère le réseau d'autobus de Lille et la Société nouvelle de l'électrique Lille Roubaix Tourcoing (SNELRT) qui gère le réseau d'autobus de Roubaix Tourcoing, deux lignes suburbaines au départ de Lille et le Tramway du Grand Boulevard.

#### 1979: création de la COMÉLI (métro de Lille)
En 1979, pour la future exploitation du métro lillois et la maintenance des équipements, la Compagnie du métro de Lille (COMÉLI) est créée par Transexel (devenu Via-GTI) et Matra Transport.

#### 1982: création de la COTRALI (autobus et tramway du Grand Boulevard)
En 1982, la Société nouvelle de l'électrique Lille Roubaix Tourcoing (SNELRT), qui gère le réseau de bus de Lille et le Tramway du Grand Boulevard sont fusionnées par Via-Transexel sous le nom de Compagnie des transports lillois (COTRALI) en 1982.

### Entité et réseau unique

#### 1989: fusion de COMÉLI et COTRALI et création des TCC
Le 1er janvier 1989, COMÉLI (Compagnie du métro de Lille) qui gérait les lignes de métro de Lille et COTRALI (Compagnie des transports lillois) qui gérait le tramway et les bus de Lille fusionnent sous le nom de TCC (Transports en commun de la Communauté urbaine de Lille).
Pour la première fois de l'histoire des transports de la métropole lilloise, le réseau est unifié et géré par une seule et unique entité.

#### 1994: TCC devient Transpole
En 1994, TCC change de nom et devient Transpole.
La concession de service public des transports de l'agglomération lilloise (devenue depuis Métropole européenne de Lille - ou MEL -) est renouvelée au 1er avril 2018 pour 7 ans à Keolis via sa filiale Transpole (contrat de 2 milliards d'euros).

#### 2019: Transpole devient Ilévia
À l'occasion du renouvellement de la concession de service public des transports de l'agglomération lilloise en 2018, Transpole décide de changer à nouveau de nom et de s'appeler Ilévia ; le changement prend effet à compter du 28 janvier 2019.
Le 11 octobre 2019, la MEL vote l'instauration de la gratuité totale des transports Ilévia les jours de pic de pollution.
Depuis le 1er janvier 2022, le réseau est accessible gratuitement aux moins de 18 ans résidant dans la Métropole.

## Structure de l'entreprise

### Logos
L’ancien logo de Transpole n'avait pas subi de réels changements depuis sa première apparition en 1994 ; seulement quelques évolutions permettant de l'actualiser et de le moderniser: changement de police, inscription « Lille Métropole » puis « Les transports de la MEL » en 2015.
Depuis le 28 janvier 2019 il est remplacé par le nouveau logo Ilévia.

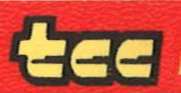
Ancien logo TCC de 1989 à 1994
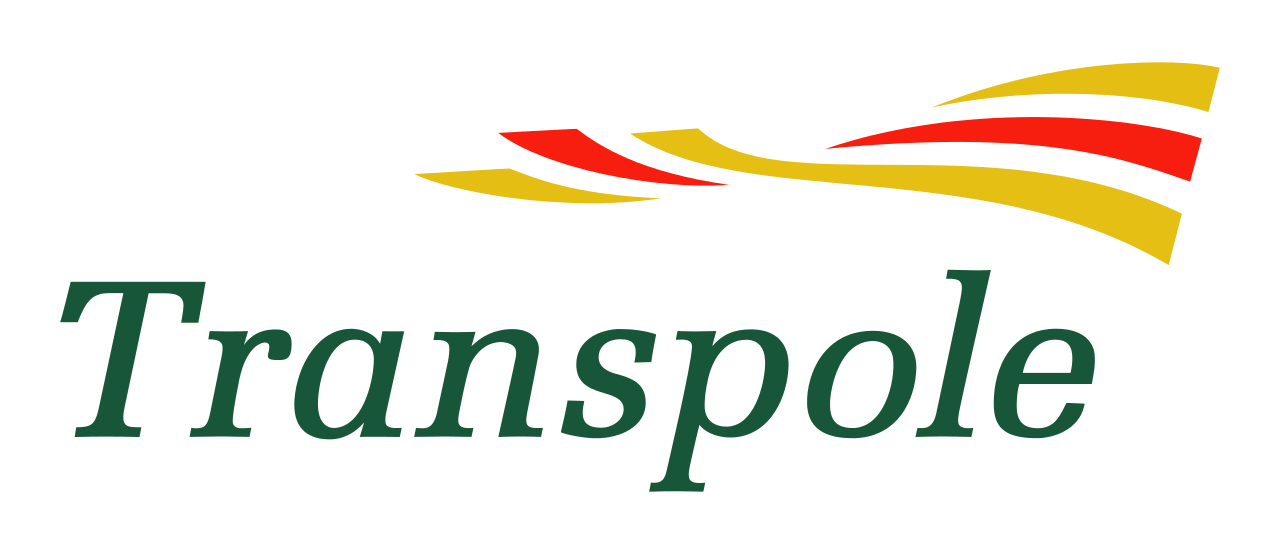
Ancien logo Transpole de 1994 à 2001
Ancien logo alternatif Transpole de 1994 à 2001
Ancien logo Transpole de 2001 à 2014
Ancien logo Transpole de 2014 à 2015
Ancien logo Transpole de 2015 à 2019
Logo Ilévia depuis le 28 janvier 2019

### Billetterie
À partir du 25 juin 2013, un nouveau support de billetterie, la Carte Pass Pass, est mis en service sur le réseau Transpole. Le réseau Ilévia utilise donc des titres de transport sans contact se présentant sous la forme de tickets papiers rechargeables ainsi que de cartes plastifiées (anonymes ou personnelles). Ces supports sont rechargeables. Plusieurs voyageurs peuvent utiliser la même carte en même temps (il suffit de la valider plusieurs fois), et des titres et abonnements différents peuvent y être chargés parallèlement. Ces cartes Pass Pass étant communes à toute la région, plusieurs titres/abonnements de différents réseaux peuvent y être chargés et actifs simultanément (TER Hauts-de-France, bus Arc-en-ciel etc.).
Depuis 2012 le ticket unitaire est au-dessus de l'inflation, ticket à 1,25€ en 2009 et en 2022 tickets à 1,80€. Le ticket zap rattrape le ticket unitaire de 2009 à 1,15€, qui est toujours à trois arrêt.

### Dépôts

#### Keolis Lille Ilévia
| Ville                    | Adresse                                      |
| ------------------------ | -------------------------------------------- |
| Sequedin                 | 10 boulevard du Marais - 59320 Sequedin      |
| Villeneuve d'Ascq        | 8532 rue Faidherbe - 59650 Villeneuve d'Ascq |
| Wattrelos "La Carluyère" | Rue de Leers - 59150 Wattrelos               |

Ilévia disposait auparavant d'un dépôt à Tourcoing sur le site de l'Union. Le 25 août 2008, l'ensemble du personnel et du matériel (150 bus) ont été transférés vers le nouveau dépôt situé à Wattrelos. Ce nouveau site dit de La Carluyère permet un meilleur confort pour le personnel et une sécurité renforcée pour les véhicules qui y sont stationnés.
De même, en 2005, l'ancien dépôt Vauban à Lille a été fermé et a été remplacé par celui de Sequedin.
En plus de ces dépôts, les bus sont également stockés sur le site de Faidherbe à Villeneuve-d'Ascq.

#### Sous traitants
| Entreprise            | Ville            | Dépôt             | Adresse                   |
| --------------------- | ---------------- | ----------------- | ------------------------- |
| Keolis Nord           | Comines (France) | Comines France    | ZA de la Nouvelle Energie |
| Keolis Nord           | Comines (France) | Seclin            | Rue du Luyot              |
| Keolis Nord           | Comines (France) | Erquinghem Lys    | Rue du Meunier            |
| Keolis Nord           | Comines (France) | Lesquin           | M952 - Rue Pierre Brizon  |
| Mariot Gamelin        | La Bassée        | Salomé            | Rue de la République      |
| Mariot Gamelin TLV    | La Bassée        | Villeneuve d'Ascq | Rue Transit               |
| Catteau Voyages       | Pérenchies       | Pérenchies        | Av. des Marronniers       |
| RATP Dev Dupas Lebeda | Hem Lenglet      | Marcq-en-Baroeul  | 148 Rue de Menin          |
| Keolis Westeel        | Sallaumines      | Sallaumines       | Rue Jiolat                |

## Réseau
Ilévia exploite, pour le compte de la Métropole européenne de Lille (MEL) :
- le métro de Lille
- le tramway du Grand Boulevard
- le réseau d'autobus de Lille Roubaix Tourcoing
- le vélos en libre-service V'Lille

### Fréquentation
La fréquentation du réseau urbain a augmenté de 37,7 % entre 2007 et 2017. Si la hausse a été continue sur l'ensemble de la période, elle n'a pas été régulière, comptant notamment une stagnation en 2013 :
| Année                                  | 2007    | 2008  | 2009  | 2010  | 2011 | 2012  | 2013    | 2014    | 2015  | 2016  | 2017  | 2019 | 2020 | 2021 | 2022 |
| Nombre de voyages annuel (en millions) | 135,902 | 144,9 | 152,6 | 154,6 | 162  | 169,5 | 169,567 | 171,163 | 175,2 | 179,7 | 187,1 | 146  | 80   | 98   | 126  |

### Autres moyens de transport
Ilévia met à disposition 12 Parcs-Relais (P+R), soit 4700 places de parkings, implantés à proximité immédiate d'une station de métro, d'un pôle d'échanges bus ou d'une gare TER. L'entreprise met également en avant le covoiturage à travers une application mobile et un système de points fidélité passagers/conducteurs. Ilévia permet de plus de stationner son vélo personnel dans l'un des 33 abris à vélo sécurisés qu'il possède.
Un trajet unitaire ou abonnement ilévia permet de voyager, dans les limites géographiques de la Métropole européenne de Lille, via les TER Hauts-de-France ainsi que les lignes de bus régionales Arc-en-Ciel.
La création d'un téléphérique urbain pour relier Fives-Cail à Saint-Sauveur (Lille) est actuellement étudiée. De même un projet de navettes suspendues automatisées pour relier la gare de Lille Flandres à l'aéroport a été présenté en 2019 à la MEL par une start-up.